# Liste der Monuments historiques in Avelin
Die Liste der Monuments historiques in Avelin führt die Monuments historiques in der französischen Gemeinde Avelin auf.

## Liste der Bauwerke
| Bezeichnung       | Beschreibung          | Standort                  | Kennzeichnung | Schutzstatus | Datum | Bild |
| ----------------- | --------------------- | ------------------------- | ------------- | ------------ | ----- | ---- |
| Maison Sterckeman | Wohnhaus, erbaut 1968 | 48, rue d’Attiches (Lage) | PA59000074    | Inscrit      | 2001  |      |

## Liste der Objekte
- Monuments historiques (Objekte) in Avelin in der Base Palissy des französischen Kultusministeriums